# Hildegard Rosenthal
Hildegard Rosenthal (geb. 1913 als Hildegard Baum in Zürich; gest. 1990 in São Paulo) war eine deutsche Fotografin, die in Brasilien als Pionierin des Fotojournalismus bekannt wurde.

## Leben
Hildegard Rosenthals Eltern waren Deutsche. Ihre Jugend verbrachte sie in Frankfurt am Main. Nach einem zweijährigen Aufenthalt in Paris absolvierte sie eine Ausbildung zur Fotografin bei Paul Wolff und arbeitete beim Rhein-Mainischen Bildverlag. Sie emigrierte 1937 aus Nazi-Deutschland nach Brasilien. In São Paulo wurde sie von einer Presseagentur engagiert. Ihre Fotoreportagen aus São Paulo, Rio de Janeiro und Städten im Süden Brasiliens erschienen in der nationalen und internationalen Presse.
Rosenthal nahm in 3000 Schwarzweiß-Fotografien städtische Szenen von São Paulo über einen Zeitraum von zehn Jahren auf. Sie dokumentieren das Wachstum der brasilianischen Metropole während der 1940er Jahre und die Veränderungen urbanen Lebens. Bei ihren Streifzügen durch die Stadt war ihr die Leichtigkeit einer Leica-Kamera nützlich, mit der zu arbeiten sie bei Paul Wolff gelernt hatte. Ihr primäres Interesse galt Menschen im öffentlichen Raum. Obwohl ihre Bilder nicht politischer Natur waren, tragen sie zum Verständnis der sozialen Umbrüche jener Jahre bei. Laut David William Foster machen ihre Fotografien auch die Dominanz von Männern jeden Alters in der Öffentlichkeit sichtbar.
1974 widmete ihr das Museu de Arte Contemporânea da Universidade de São Paulo eine Retrospektive. 1977 und 1979 war sie auf der Biennale von São Paulo vertreten. Ihr gesamtes originales Fotomaterial ist seit 1996 im Instituto Moreira Salles (IMS) in São Paulo archiviert.

## Ausstellungskataloge
- Cenas Urbanas, hrsg. v. Instituto Moreira Salles, São Paulo 1999, ISBN 978-85-7979-060-7
- Metrópole. Hildegard Rosenthal, Text: Maria Luiza de Oliveira, Beatriz Bracher,  hrsg. v. Instituto Moreira Salles, São Paulo 2010, ISBN 978-85-86707-50-6